# アーマッド・ジャマル

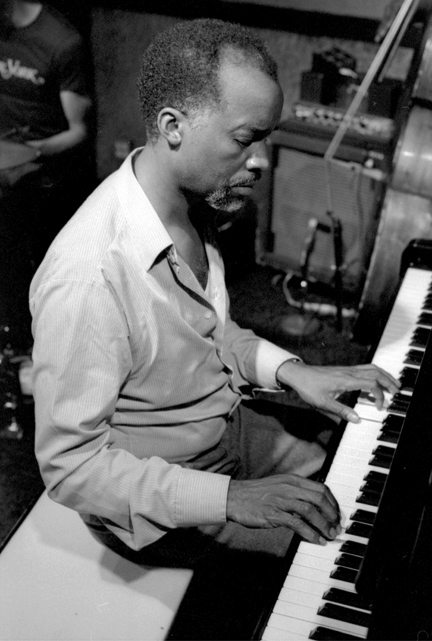
アーマッド・ジャマル（2009年）

アーマッド・ジャマル（Ahmad Jamal、1930年7月2日 - 2023年4月16日）は、アメリカ・ペンシルベニア州出身のジャズ・ピアニスト、作曲家、教育者。改名以前の本名はフレデリック・ラッセル・ジョーンズ（Frederick Russell Jones）。
アメリカの音楽評論家スタンリー・クラウチによって「1945年以降のジャズの発展における重要性ではチャーリー・パーカーに次ぐ」と評価されている。5つの年代（1960年代-2000年代）にわたり、ジャズで最も成功した小グループのリーダーの一人であった。

## 生い立ち
ペンシルベニア州ピッツバーグ生まれ。ピッツバーグ出身であることは彼のアイデンティティの重要な部分であり、2001年に「ピッツバーグは僕にとってすべてだった。今もそうだ」と話している。 
叔父のローレンスがピアノを弾きながら「真似できるかな?」というと、ジャマルは3歳でピアノを始めた。
7歳の時にメアリー・カードウェル・ドーソンのもとで正式なピアノの練習を始めた。
ジャズのアーティスト（アール・ハインズ、ビリー・ストレイホーン、メアリー・ルー・ウィリアムスとエロール・ガーナー）に影響された。
ピアニストであるジェイムズ・ミラーに師事し、14歳の時にプロとしてピアノを弾き始めた。
この時点で「次代の大物」と呼んだのはアート・テイタム 。
「ニューヨーク・タイムズ」紙の批評家が彼の練習の習慣について尋ねたところ、ジャマルは、「練習はしていたよ。ドアを開けながら。誰かが僕を見つけることを願ってね。僕は一日12時間練習するようなタイプでは決してなかった。僕はいつも音楽について考えるんだ」と言った。

## 経歴
ピッツバーグのジョージ・ウェスティングハウス高等学校を1948年に卒業後、ジョージ・ハドソン・オーケストラとツアーに出かける。
フォー・ストリングスというツアー・グループにも参加したが、ヴァイオリニストのジョー・ケネディ・ジュニアが去るとバンドはすぐに解散した。
1950年にシカゴに引っ越し、合法的に「アーマッド・ジャマル」に名前を変えた。
サックスのフォン・フリーマンやクロード・マクリンなどのバンドに出入りし、「パーム・タバーン」でソロ演奏もした。アイク・デイというドラマーとデュオの時もあった。
1951年にOkehで初録音。他のメンバーはギタリストのレイ・クロフォードと、ベーシストのエディ・カルフーン（1950年から1952年）、リチャード・デイヴィス（1953年から1954年）、イスラエル・クロスビー（1954年）だった。
シカゴのブルーノートと長期契約していたが、ニューヨークでの演奏を見たジョン・ハモンドが彼らをOkehレコード（コロムビア傘下）と契約させた 。
その後、パロット（1953年から1955年）、エピック（1955年）などに、ピアノ、ギター、ベースというラインナップで録音。
ギターのクロフォードがドラマー・ヴァーネル・フルニエに替わるとトリオのサウンドがガラッと変わった。1957年に、グループは「ハウス・トリオ」としてシカゴのパーシング・ホテルで演奏した。
トリオはライブ・アルバムをリリースし、『バット・ノット・フォー・ミー』は108週間（2年間）ベストセラーのチャート10位以内にとどまった。ジャマルのよく知られた演奏「ポインシアナ」はこのアルバムに収録されていた。
北アフリカのツアーを終え、米国に戻り、『バット・ノット・フォー・ミー』でガッポリ稼いで、シカゴに「アルハンブラ」と呼ばれるレストランとクラブを開いた。クラブは1959年から1961年まで続いた。1962年にトリオは解散。ジャマルは、32歳の時、ニューヨークに引っ越し、音楽から3年間はなれた。
1964年に、ジャマルは、ツアーや録音を再開した。ベーシストはジャミル・ナセルだった。新しいアルバム『Extensions』を録音。ジャマルとナセルは1964年から1972年に一緒に演奏し、録音を続けて1970年までフルニエやドラマーのフランク・ガント（1966年-1976年）とも演奏した。主に、ピアノ、ベース、ドラムのトリオで、1970年代と1980年代を通じて演奏し続けたが、時々ギターを含めるようにした。彼の恒例のギグの一つは、大晦日のブルース・アレー（ワシントンD.C.）でのお祭り騒ぎで、1979年から1990年代まで続いた。
1985年にはインタビューやレコーディングセッションを行うことに合意した。仲間のジャズ・ピアニストのマリアン・マクパートランドと。NPRのショー「ピアノジャズ」で。ふだんは弾かない「バット・ノット・フォー・ミー」も演奏した。
数多くのツアーやレコーディングを行った。彼の直近リリースされたアルバムは『サタデイ・モーニング』（2013年）。
2023年4月16日、前立腺癌のため死去。92歳没。

## イスラムへ改宗
ピッツバーグのバプテストの両親の元に生まれたジャマルは、20代前半まで、イスラムの宗教を知らなかった。ツアーのさなか、1940年代1950年代にかなりのイスラム教徒のコミュニティがあったデトロイトで、ジャマルはイスラム教の宗教とイスラム文化に興味を持つようになった。彼はイスラム教に改宗し、1950年に名前をアーマッド・ジャマルに変更した。最も売れたアルバムのレコーディング『バット・ノット・フォー・ミー』の後、ジャマルの音楽は、1950年代を通じて人気が成長した。イスラム教の信仰の影響を強く受けており、祖先の故郷についての好奇心を持っていた。また、宗教が、人種問題に関する悩みを消してくれたとも述べている。

## 音楽
ジャマルの音楽は、マイルス・デイヴィスに影響をあたえた。デイヴィスは、ジャマルのリズム感と彼の「間（スペース）のコンセプト、タッチの軽さ、控えめな表現···」に感銘を受けたと自伝に書いた。自伝によれば、デイヴィスにジャマルの音楽を「あんた、気に入るわよ!」とすすめたのはデイヴィスの姉であり、影響はデイヴィスの1957年アルバム『ザ・ミュージングス・オブ・マイルス』に現れている。
ジャマルとデイヴィスは、1950年代に友達になった。デイヴィスは1991年に亡くなるまで、「アーマッド・ブルース」「ニュー・ルンバ」などをジャマルのバージョンでプレイし、仲間のミュージシャンとしてジャマルをサポートし続けた。ジャマルは、自分自身の仕事の話をするとき、「バラードを演奏するのが好き。演奏するのは難しい。適切にやるには本当に何年もかかる」と言う。

## ディスコグラフィ

### リーダー・アルバム
- Ahmad Jamal Plays (1955年、Parrot)
- 『アーマッド・ジャマル・トリオ』 - The Ahmad Jamal Trio (1956年、Epic)
- 『カウント・エム88』 - Count 'Em 88 (1956年、Argo)
- 『バット・ノット・フォー・ミー』 - At the Pershing: But Not for Me (1958年、Argo)
- 『アーマッド・ジャマルVol.4』 - Ahmad Jamal Trio Volume IV (1958年、Argo)
- 『ザ・ピアノ・シーン・オブ・アーマッド・ジャマル』 - The Piano Scene of Ahmad Jamal (1959年、Epic) ※1951年-1955年録音
- 『ポートフォリオ・オブ・アーマッド・ジャマル』 - Portfolio of Ahmad Jamal (1959年、Argo)
- 『ジャマル・アット・ザ・ペントハウス』 - Jamal at the Penthouse (1959年、Argo)
- 『ハッピー・ムーズ』 - Happy Moods (1960年、Argo)
- 『アット・ザ・パーシングVOL.2』 - At the Pershing, Vol. 2 (1961年、Argo) ※1958年録音
- 『リッスン・トゥ・ザ・アーマッド・ジャマル・クインテット』 - Listen to the Ahmad Jamal Quintet (1961年、Argo)
- All of You (1962年、Argo)
- 『アーマッド・ジャマルズ・アルハンブラ』 - Ahmad Jamal's Alhambra (1961年、Argo)
- 『アーマッド・ジャマル・アット・ザ・ブラックホーク』 - Ahmad Jamal at the Blackhawk (1962年、Argo)
- Macanudo (1963年、Argo)
- 『ポインシアナ』 - Poinciana (1963年、Argo) ※1958年録音
- Naked City Theme (1965年、Argo)
- The Roar of the Greasepaint (1965年、Argo)
- Extensions (1965年、Argo)
- Rhapsody (1966年、Cadet)
- 『ヒート・ウェイブ』 - Heat Wave (1966年、Cadet)
- Cry Young (1967年、Cadet)
- The Bright, the Blue and the Beautiful (1967年、Cadet)
- 『スタンダード・アイズ』 - Standard-Eyes (1968年、Cadet)
- 『トランキリティ』 - Tranquility (1968年、ABC)
- 『ポインシアナ・リヴィジテッド』 - Ahmad Jamal at the Top: Poinciana Revisited (1969年、Impulse!)
- 『ジ・アウェイクニング』 - The Awakening (1970年、Impulse!)
- Freeflight (1971年、Impulse!)
- Outertimeinnerspace (1972年、Impulse!)
- 『'73』 - Ahmad Jamal '73 (1973年、20th Century)
- 『ジャマルカ』 - Jamalca (1974年、20th Century)
- Jamal Plays Jamal (1974年、20th Century)
- 『プレリュード・トゥ・ア・キス』 - Steppin' Out with a Dream (1976年、20th Century)
- 『ライヴ・アット・オイル・キャン・ハリーズ』 - Recorded Live at Oil Can Harry's (1976年、Catalyst)
- One (1979年、20th Century)
- Genetic Walk (1980年、20th Century) ※1975年録音
- Intervals (1980年、20th Century)
- 『ナイト・ソング』 - Night Song (1980年、Motown)
- Live at Bubba's (1981年、Who's Who in Jazz)
- 『アーマッド・ジャマル・トリオ・ウィズ・ゲイリー・バートン・イン・コンサート』 - In Concert (1981年、Personal Choice)
- American Classical Music (1982年、Shubra)
- Digital Works (1985年、Atlantic)
- 『ライヴ・アット・ザ・モントリオール・ジャズ・フェスティバル・1985』 - Live at the Montreal Jazz Festival 1985 (1986年、Atlantic)
- 『ロシタ・ロード』 - Rossiter Road (1986年、Atlantic)
- 『クリスタル』 - Crystal (1987年、Atlantic)
- Pittsburgh (1989年、Atlantic)
- 『ライヴ・イン・パリ92』 - Live in Paris 1992 (1993年、Birdology)
- 『シカゴ・リヴィジテッド〜ライヴ・アット・ジョー・シーガルズ・ジャズ・ショーケース』 - Chicago Revisited: Live at Joe Segal's Jazz Showcase (1993年、Telarc)
- Ahmad's Blues (1994年、GRP) ※1958年録音
- I Remember Duke, Hoagy & Strayhorn (1995年、Telarc)
- 『ジ・エッセンス・パート1』 - The Essence Part One (1995年、Birdology)
- 『ビッグ・バード〜ジ・エッセンス・パート2』 - Big Byrd: The Essence Part 2 (1996年、Birdology)
- Ahmad Jamal with The Assai Quartet (1997年、Roesch)
- Nature: The Essence Part Three (1998年、Birdology)
- Live in Paris 1996 (1999年、Dreyfus) ※1996年録音
- Picture Perfect (2000年、Birdology)
- Ahmad Jamal à l'Olympia (2001年、Dreyfus)
- In Search of Momentum (2003年、Birdology)
- After Fajr (2004年、Birdology)
- It's Magic (2007年、Birdology)
- A Quiet Time (2009年、Dreyfus)
- Blue Moon (2011年、Jazz Village)
- 『サタデイ・モーニング』 - Saturday Morning: La Buissonne Studio Sessions (2013年、Jazz Village)
- 『ザ・コンプリート 1961 アラバマ・パフォーマンス』 - The Complete 1961 Alhambra Performances (2013年、Essencial Jazz Classics)
- 『ライブ・アット・ジ・オランピア 2012.6.27』 - Ahmad Jamal & Yusef Lateef/Live At The Olympia June 27.2012 (2014年、Jazz Village)
- 『ライヴ・イン・マルシアック2014.8.5』 - Live In Marciac August 5th 2014 (2015年、Jazz Village)
- 『マルセイユ』 - Marseille (2016年、Jazz Village)
- 『バラード』 - Ballades (2019年、Jazz Village)

## 参照
1. 1 2  “アーマッド・ジャマルさん死去　米ジャズピアニスト、９２歳”.   時事ドットコム (2023年4月17日). 2023年4月17日閲覧。
2. ↑  Crouch, Stanley (2007). Considering Genius: Writings on Jazz. Basic Books. p. 95. ISBN 978-0-465-01512-2
3. ↑  Early, Gerald Lyn (2001). Miles Davis and American culture. Missouri History Museum. p. 79. ISBN 978-1-883982-38-6
4. ↑  Early, Gerald, ed. Miles Davis and American Culture. St. Louis: Missouri Historical Society Press, 2001: 79–85. Print.
5. ↑  Ahmad Jamal
6. ↑  Wang, Richard and Barry Kernfeld. “Jamal, Ahmad.” The New Grove Dictionary of Jazz, 2nd ed. Ed. Barry Kernfeld. Grove Music Online. Oxford Music Online. Web. April 17, 2012.
7. ↑  Waltzer, Ben. “Always Making Jazz Seem New: The Pianist Ahmad Jamal is an Innovator Who Finds Originality by Taking a Long at the Tradition of Small-Group Jazz.” New York Times, November 11, 2001: A27. Print.
8. ↑  Waltzer, p. A27.
9. 1 2 3  Wang and Kernfeld, p. 1.
10. ↑   Panken, Ted "It’s Ahmad Jamal’s 81st Birthday". Retrieved 3 July 2013.
11. ↑  Ahmad Jamal at All About Jazz
12. ↑  “Ahmad Jamal On Piano Jazz 1985.” Piano Jazz. NPR. August 29, 2008. Radio.
13. ↑  Ahmad Jamal Official Website
14. ↑  "Pittsburgh Jazz Festival Swings into Town" (September 6, 1986), Pittsburgh Courier, p. 5.